# Dardano
Dardano (in greco antico: Δάρδανος?, Dárdanos) è un personaggio della mitologia greca, anche presente nella mitologia etrusca e romana.
Originario dell'Arcadia navigò verso la Samotracia, per poi giungere nella terra allora chiamata Teucria ed a cui diede il suo nome (Dardania) e che in seguito, dopo il regno di suo nipote Troo, prese il nome di Troade, il luogo dove sorse la città di Troia.
Tra i suoi discendenti c'è Enea, l'eroe virgiliano che, fuggito dopo la caduta di Troia s'insediò nel Lazio dando origine al popolo dei Romani.

## Genealogia
Figlio di Zeus e della pleiade Elettra, sposò (in Arcadia) Crise da cui ebbe i figli Ideo e Deimas ed in seguito (in Dardania e dopo la morte di Crise ), sposò Batea che gli diede i figli Ilo, Erittonio e Zacinto (Ζάκυνθος). 

Secondo Ditti Cretese, Erittonio sarebbe invece figlio di un'altra sua sposa di nome Olizone (figlia di Fineo).
Secondo la tradizione virgiliana era figlio del re etrusco Corito (a sua volta figlio di Zeus e della pleiade Elettra).

## Mitologia

### Le versioni greche
Dopo aver regnato per un breve periodo in Arcadia ed a causa del grande diluvio che impoverì le terre, lui ed il fratello Iasione furono costretti a cercare una nuova patria portando con sé una parte del loro popolo cosicché, dopo aver lasciato al figlio Deimas il suo primo regno, sbarcò su un'isola a cui diede il nome di Samotracia. 

Dopo la morte del fratello ripartì dalla Samotracia e si fermò sulle coste dell'Ellesponto presso lo stretto che oggi porta il suo nome (i Dardanelli) per insediarsi nelle terre della Frigia e giunto nella terra allora denominata Teucria fu accolto dal re locale Teucro che, non avendo eredi maschi, gli diede in sposa la figlia Batea permettendogli così di ereditare il regno dopo la sua morte.
Dardano fu il progenitore della casa reale di Troia, quella da cui Priamo derivò la sua famiglia.

### Altre tradizioni

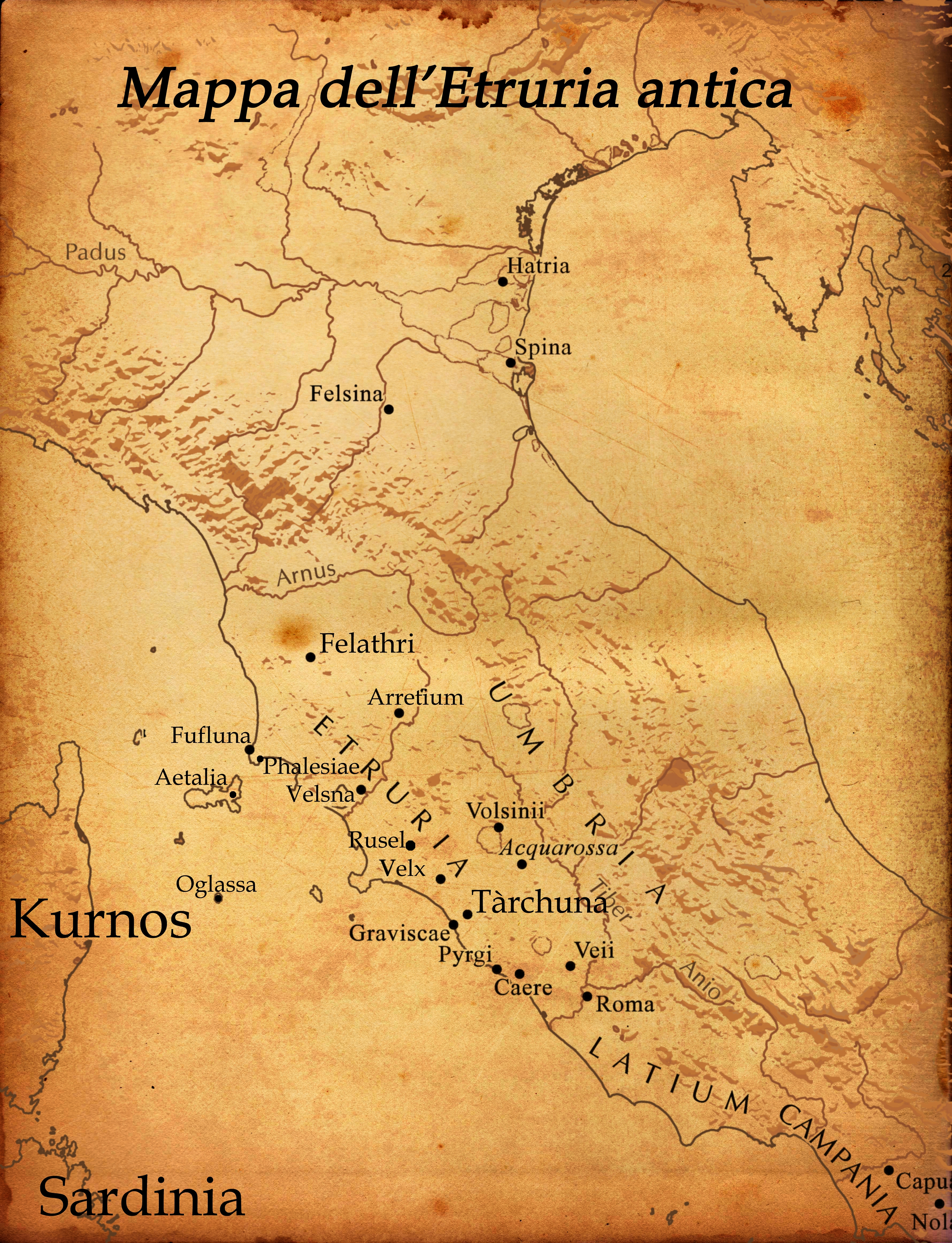
Antica mappa dell'Etruria

Omero dice che Dardano fondò la città di Dardania e che negli anni successivi i suoi discendenti fondarono Troia e, secondo la versione etrusca narrata da Virgilio, era giunto in Samotracia proveniente dalla etrusca città di Corito (oggi Cortona).
Dopo la caduta di Troia e su imposizione degli dèi Penati, il suo discendente Enea ricondusse in Esperia (l'Italia) i superstiti Troiani e così, sbarcando alla foce del Tevere etrusco (come Virgilio chiama più volte il fiume) posta sul confine fra l'Etruria ed il Lazio (vetus), con il suo popolo si recò a Corito (l'antica madre di Dardano e della stirpe troiana) dove, dopo aver incontrato Tarconte (il fondatore di Tarquinia) ottenne l'affido del comando della federazione etrusca.

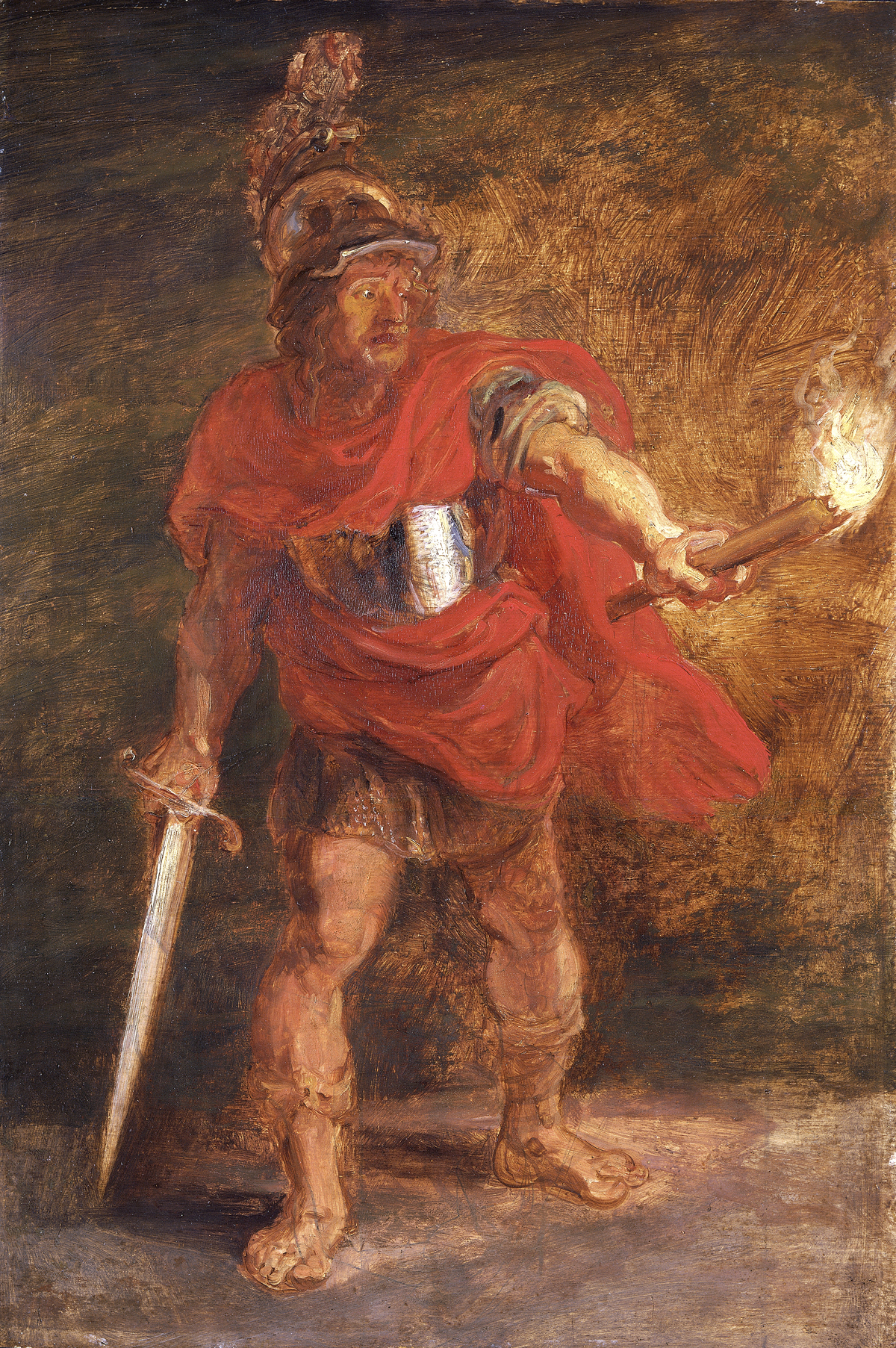
Peter Paul Rubens, Enea nell'oltretomba

Dopo la sua morte, Enea (disceso vivo nell'Ade), vide l'anima di Dardano nei Campi Elisi.